# Путятинці (зупинний пункт)
Путя́тинці — пасажирський залізничний зупинний пункт Тернопільської дирекції Львівської залізниці на неелектрифікованій лінії Ходорів — Березовиця-Острів між станціями Рогатин (3 км) та Підвисоке (14 км). Розташований в  однойменному селі Івано-Франківського району Івано-Франківської області.

## Пасажирське сполучення
Через зупинний пункт Путятинці щоденно курсують приміські дизель-поїзди сполученням Тернопіль — Ходорів.